# Oued El Makhazine
Oued El Makhazine  (in arabo وادي المخازن‎?) è un centro abitato e comune rurale del Marocco situato nella provincia di Kénitra, regione di Rabat-Salé-Kénitra. Conta una popolazione di 7 266 abitanti (censimento 2014).